# ラオス国営航空
ラオス国営航空（ラオスこくえいこうくう、英語: Lao Airlines、ラオ語:ການບິນລາວ）は、ラオスの国営航空会社である。

## 概要
1976年にラオス人民民主共和国が建国された際に、「ロイヤル・エア・ラオ（Royal Air Lao）」と「ラオ・エアラインズ（Lao Air Lines）」が合併し、「人民航空会社（Civil Aviation Company）」として創業。その後1979年に「Lao Aviation」と改称。2004年3月に、「Lao Airlines」と旧称を再採用。ラオスのフラッグ・キャリアである。
ハブは、ヴィエンチャンのワットタイ国際空港。2019年現在、国内線7都市、国際線15都市（コードシェア便を除く）に就航。国際線としては、タイ、カンボジア、ベトナム、中国、韓国に就航している。
2019年10月21日、日本の国土交通省から外国人国際航空運送事業の経営許可を取得、2020年3月18日よりヴィエンチャン、ルアンパバーンから熊本に就航する予定であったが、延期となっている。
将来的には、マレーシア、フィリピン、インドネシア、インドにも就航する予定である。

## 就航都市
ラオス
- ヴィエンチャン、ルアンパバーン、サワンナケート、パークセー、シエンクワーン（英語版）、ルアンナムター（英語版）、ウドムサイ（英語版）

 タイ
- バンコク/スワンナプーム、チェンマイ

 カンボジア
- プノンペン、シェムリアップ

 ベトナム
- ハノイ、ホーチミン

 中国
- 昆明、景洪、広州、成都、長沙、常州、温州、上海浦東

 韓国
- ソウル/仁川

 日本
- 熊本（2020年3月18日 就航予定であったが、期間未定で延期されている。[1]）

## 保有機材

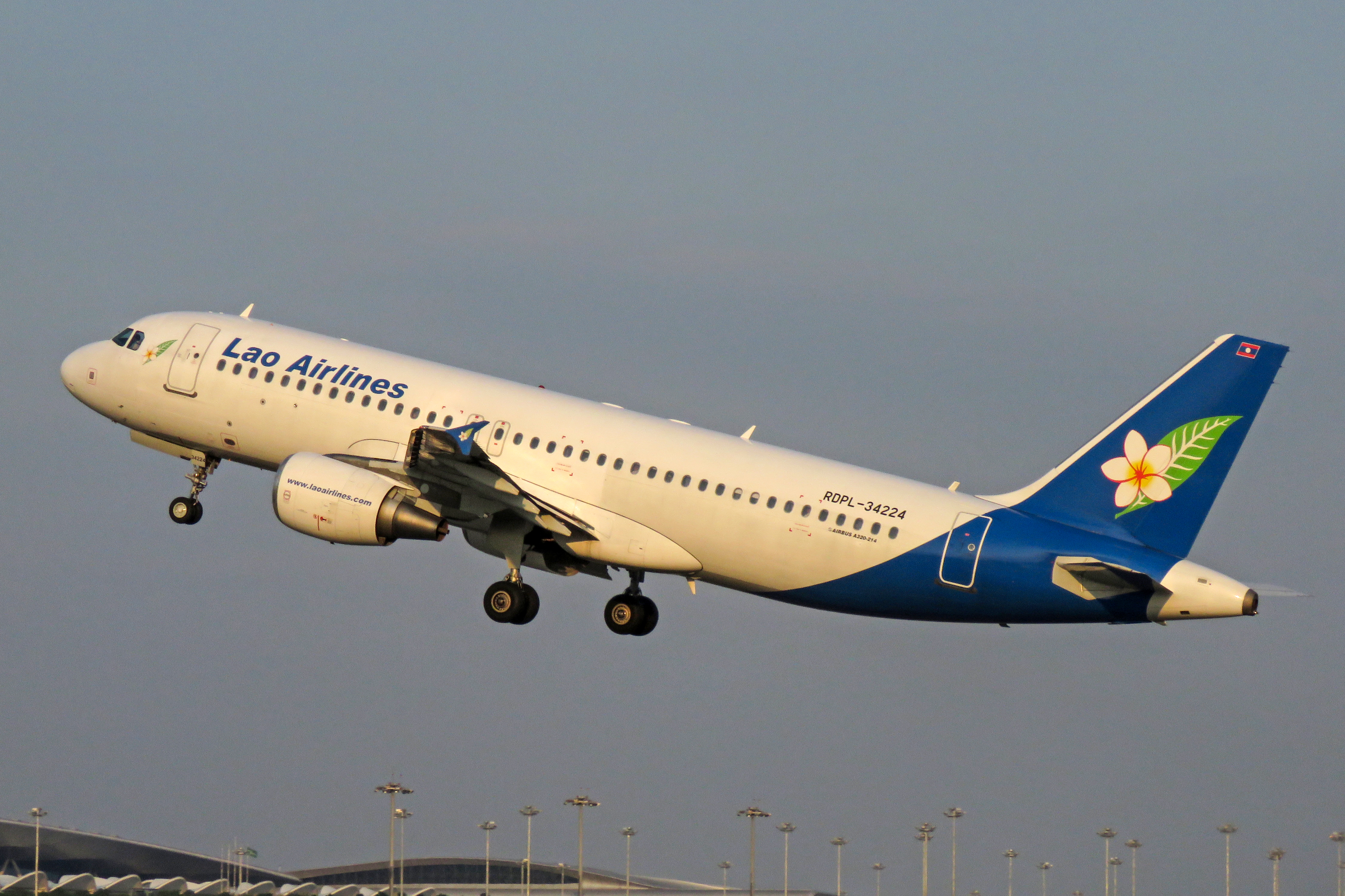
ラオス航空のエアバスA320

- エアバスA320-200：4機
- COMAC C909：1機
- ATR 72：6機

2025年4月現在